# Symphony (canción de Erasure)
«Symphony» es una canción del dúo del género electrónico Erasure publicada como descarga digital en 2010.

## Descripción
Symphony es una canción instrumental que fue ofrecida como descarga digital de manera gratuita como una suerte de adelanto del disco Tomorrow's World. Con este tema se realizó un concurso para que los fanes crearan su propio video con esta canción.

Symphony fue compuesta por Vince Clarke y Andy Bell.